# Governo Macut
Il Governo Macut è il diciannovesimo ed attuale esecutivo della Serbia, in carica dal 16 aprile 2025; il governo è stato formato in seguito alle dimissioni, presentate a gennaio 2025 e ratificate dall'Assemblea nazionale nel marzo dello stesso anno, del Primo ministro Miloš Vučević, dovute alle crescenti proteste nel Paese.
Il 6 aprile il Presidente serbo Aleksandar Vučić ha conferito l'incarico di Primo ministro all'indipendente Đuro Macut, il quale ha formato un governo di coalizione sostenuto da Partito Progressista Serbo, Partito Socialista di Serbia, Partito Socialdemocratico di Serbia, PUPS - Solidarietà e Giustizia, Partito della Giustizia e della Riconciliazione, Zavetnici, Partito Popolare Serbo, Serbia Unita e Alleanza degli Ungheresi di Voivodina.
Il governo ha ottenuto la fiducia il 16 aprile 2025, prestando giuramento il medesimo giorno.

## Compagine di governo

### Appartenenza politica
L'appartenenza politica dei membri del Governo alla sua formazione era la seguente:
| Partito | Partito                                         | Primo ministro | Ministri | Totale |
| ------- | ----------------------------------------------- | -------------- | -------- | ------ |
|         | Indipendenti                                    | 1              | 11       | 12     |
|         | Partito Progressista Serbo                      | -              | 10       | 10     |
|         | Partito Socialista di Serbia                    | -              | 4        | 4      |
|         | Partito della Giustizia e della Riconciliazione | -              | 1        | 1      |
|         | Partito dei Pensionati Uniti di Serbia          | -              | 1        | 1      |
|         | Partito Popolare Serbo                          | -              | 1        | 1      |
|         | Partito Socialdemocratico di Serbia             | -              | 1        | 1      |
|         | Zavetnici                                       | -              | 1        | 1      |
| Totale  | Totale                                          | 1              | 30       | 31     |

### Provenienza geografica
La provenienza geografica dei membri del Governo alla sua formazione si poteva così riassumere:
| Distretto             | Primo ministro | Ministri | Totale |
| --------------------- | -------------- | -------- | ------ |
| Belgrado              | 1              | 11       | 12     |
| Bačka Meridionale     |                | 3        | 3      |
| Banato Meridionale    | -              | 2        | 2      |
| Kolubara              | -              | 2        | 2      |
| Nišava                | -              | 2        | 2      |
| Mačva                 |                | 1        | 1      |
| Banato Settentrionale |                | 1        | 1      |
| Rasina                | -              | 1        | 1      |
| Raška                 | -              | 1        | 1      |
| Zlatibor              | -              | 1        | 1      |
| Estero                | -              | 5        | 5      |

### Sostegno parlamentare
Sulla base delle dichiarazioni di voto espresse dai gruppi parlamentari in occasione del voto di fiducia di aprile 2025, l'appoggio parlamentare al governo si poteva riassumere come segue:
| Camera              | Collocazione | Partiti | Seggi     |
| ------------------- | ------------ | --- | --------- |
| Assemblea Nazionale | Maggioranza  | SNS (110), SPS (12), PUPS (6), SDPS (6), VMSZ/SVM (6), JS (4), ZS (3), PS (2), SNP (2), SPP (2), RS (1), Zeleni (1)            | 155 / 250 |
| Assemblea Nazionale | Opposizione  | NPS (17), SSP (16), MI-GIN (13), ZLF (10), SC (9), NDSS (7), POKS (6), DS (4), Zajedno (4), PSG (3), NLS (2), SDA (2), PDD (1) | 94 / 250  |

## Composizione
| Presidenza del Governo                                       | Presidenza del Governo | Presidenza del Governo        | Presidenza del Governo                     |
| Carica                                                       | Titolare               | Titolare                      | Titolare                                   |
| ------------------------------------------------------------ | ---------------------- | ----------------------------- | ------------------------------------------ |
| Primo ministro                                               |                        |                               | Đuro Macut (SNS)                           |
| Primo Vice Primo ministro                                    |                        |                               | Siniša Mali (SNS)                          |
| Vice Primo ministro                                          |                        |                               | Ivica Dačić (SPS)                          |
| Vice Primo ministro                                          |                        | Adriana Mesarović (SNS)       |                                            |
| Ministri                                                     |                        |                               |                                            |
| Finanze                                                      |                        |                               | Siniša Mali (SNS)                          |
| Economia                                                     |                        |                               | Adriana Mesarović (SNS)                    |
| Affari interni                                               |                        |                               | Ivica Dačić (SPS)                          |
| Agricoltura, foreste e risorse idriche                       |                        |                               | Dragan Glamočić (Indipendente)             |
| Protezione dell'ambiente                                     |                        |                               | Sara Pavkov (SNS)                          |
| Costruzioni, trasporti e infrastrutture                      |                        |                               | Aleksandra Sofronijević (Indipendente)     |
| Miniere ed energia                                           |                        |                               | Dubravka Đedović Handanović (Indipendente) |
| Commercio interno ed estero                                  |                        |                               | Jagoda Lazarević (Indipendente)            |
| Giustizia                                                    |                        |                               | Nenad Vujić (Indipendente)                 |
| Amministrazione statale e autonomia locale                   |                        |                               | Snežana Paunović (SPS)                     |
| Diritti umani e delle minoranze e dialogo sociale            |                        |                               | Demo Beriša (Indipendente)                 |
| Difesa                                                       |                        |                               | Bratislav Gašić (SNS)                      |
| Affari esteri                                                |                        |                               | Marko Đurić (SNS)                          |
| Integrazione europea                                         |                        |                               | Nemanja Starović (SNS)                     |
| Istruzione                                                   |                        |                               | Dejan Vuk Stanković (Indipendente)         |
| Salute                                                       |                        |                               | Zlatibor Lončar (SNS)                      |
| Lavoro, occupazione, affari dei veterani e politiche sociali |                        |                               | Milica Đurđević Stamenkovski (SSZ)         |
| Welfare familiare e demografia                               |                        |                               | Jelena Žarić Kovačević (SNS)               |
| Sport                                                        |                        |                               | Zoran Gajic (Indipendente)                 |
| Cultura                                                      |                        |                               | Nikola Selaković (SNS)                     |
| Welfare rurale                                               |                        |                               | Milan Krkobabić (PUPS)                     |
| Scienza, sviluppo tecnologico e innovazione                  |                        |                               | Béla Bálint (Indipendente)                 |
| Turismo e gioventù                                           |                        |                               | Husein Memić (SDPS)                        |
| Informazione e telecomunicazioni                             |                        |                               | Boris Bratina (Indipendente)               |
| Investimenti pubblici                                        |                        |                               | Darko Glišić (SNS)                         |
| Ministri senza portafoglio                                   |                        |                               | Novica Tončev (SPS)                        |
| Ministri senza portafoglio                                   |                        | Đorđe Milićević (SPS)         |                                            |
| Ministri senza portafoglio                                   |                        | Usame Zukorlić (SPP)          |                                            |
| Ministri senza portafoglio                                   |                        | Nenad Popović (SNP)           |                                            |
| Ministri senza portafoglio                                   |                        | Tatjana Macura (Indipendente) |                                            |

### Bibliografiche
1. ↑  (SR) Đuro Macut predložen za mandatara nove vlade, su N1, 6 aprile 2025. URL consultato il 27 giugno 2025.
2. ↑  (SR) Članovi Vlade položili zakletvu u Skupštini Srbije, prisutan bio i Vučić - Politika - Dnevni list Danas, su danas.rs, 16 aprile 2025. URL consultato il 27 giugno 2025.
3. ↑   Otvoreni Parlament, su otvoreniparlament.rs. URL consultato il 28 giugno 2025.

### Esplicative
1. ↑  Due dei quali sono anche Vice Primi ministri.
2. 1 2 3 4  Uno dei quali è anche Vice Primo ministro.
3. ↑  Demo Beriša, Ivica Dačić e Snežana Paunović sono nati nel territorio conteso del Kosovo, mentre Nenad Popović in Bosnia ed Herzegovina, all'epoca entrambi territori della Jugoslavia; Usame Zukorlić è nato invece in Algeria.
4. ↑  Incaricato del miglioramento dello sviluppo dei comuni insufficientemente sviluppati.
5. ↑  Incaricato del coordinamento delle attività e delle misure nel campo delle relazioni con la diaspora.
6. ↑  Incaricato della riconciliazione, della cooperazione regionale e della stabilità sociale.
7. ↑  Incaricato della cooperazione economica internazionale e della condizione sociale della Chiesa nel Paese e all'estero.
8. ↑  Incaricata della parità di genere, della prevenzione della violenza contro le donne e dell'emancipazione economica e politica delle donne.